# Morgan Cox
Morgan Cox (26 de abril de 1986 en Collierville) es un jugador de fútbol americano que ocupa la posición de long snapper y que milita en las filas de los Baltimore Ravens de la National Football League (NFL). Fue firmado por los Ravens como agente libre no reclutado en el año 2010. Jugó al fútbol americano colegial en Tennessee.

## Carrera universitaria
Cox jugó para el equipo de fútbol de Tennessee Volunteers como long snapper, ganando una beca antes de la temporada de 2008. Cox fue titular en la posición de long snapper de Tennessee en los años 2007, 2008 y 2009. Obtuvo honores Academic All-SEC de 2006 a 2009.
Cox fue invitado a participar en el Senior Bowl de 2010, que tuvo lugar el 30 de enero de 2010.

## Carrera profesional

### Baltimore Ravens
Cox fue firmado por los Baltimore Ravens como agente libre no reclutado tras el Draft de 2010 de la NFL. Se ganó el puesto de titular de long snapper después de que los Ravens liberaran a Matt Katula el 14 de agosto de 2010.